# Yelena Yeriómina
Yelena Viacheslávovna Yeriómina –en ruso, Елена Вячеславовна Ерёмина– (29 de julio de 2001) es una deportista rusa que compite en gimnasia artística.
Ganó dos medallas en el Campeonato Mundial de Gimnasia Artística de 2017 y una medalla de plata en el Campeonato Europeo de Gimnasia Artística de 2017.

## Palmarés internacional
| Campeonato Mundial | Campeonato Mundial    | Campeonato Mundial | Campeonato Mundial  |
| Año                | Lugar                 | Medalla            | Prueba              |
| ------------------ | --------------------- | ------------------ | ------------------- |
| 2017               | Montreal (Canadá)     | Medalla de plata   | Barras asimétricas  |
| 2017               | Montreal (Canadá)     | Medalla de bronce  | Concurso individual |
| Campeonato Europeo |                       |                    |                     |
| Año                | Lugar                 | Medalla            | Prueba              |
| 2017               | Cluj-Napoca (Rumania) | Medalla de plata   | Barras asimétricas  |